# USB殺手

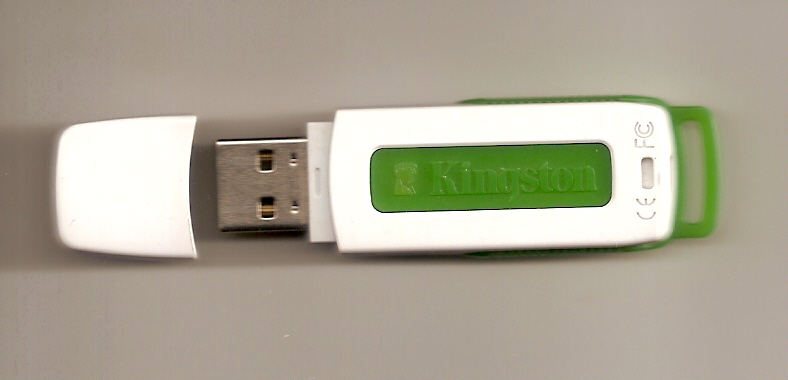
一个常见的 USB 闪存。攻击者常常将 USB 杀手装入类似的外壳中来迷惑受害者。

USB杀手（英語：USB Killer）是外形跟闪存盘類近的設備。其能夠在連上某台設備後，向其輸出高压电涌，造成電力突波，以達至損害裝置硬件的效果。製作者宣稱，它的設計原意在於測試組件能否免受電力突波和靜電放電的影響。不過，惡意使用此一設備的事例至少已發生了好幾單，而且沒有大公司會採用這款設備去進行硬件測試。部分有關資訊安全的文章會提及此一設備，用以警告讀者不要隨便往電腦設備插入不明來歷的闪存盘。

## 作用機制
該設備從它所連接的元件收集電力，然後儲存在內部電容器中。當電容器達至高電壓狀態時，便會把其釋放至針腳。第二代及第三代的USB殺手可釋放高達215至220伏特的電壓。
部分文章已把這一款設備跟以太殺手（Etherkiller）相提並論。以太殺手能把市電直接傳入像RJ45般的連接頭。

## 型號
USB殺手有著多款不同的型號，其最新版本已去到第三代。前兩代是由俄羅斯一位別名叫「深紫」的電腦研究員開發的。
此外也有人會選擇自製USB殺手。已有把USB空氣淨化器及相機閃光燈改裝成USB殺手的先例。

## 潛在應對方式
一位著者相信，一款由USB開發者論壇公佈的USB-C安全認證協議能夠防止此一類型的破壞發生，因為其能夠阻止未經授權的USB連接到裝置，但一些製作者宣稱USB殺手能夠繞過上述協議。一些製作者相信一組光電耦合元件能夠保護裝置免受破壞，但後來在其測試中證實，即使是一段維持很短時間的高壓脉冲电流，也能夠破壞一些較為敏感的系統。

## 惡意應用
2019年4月，美國聖羅斯學院一位27歲的印度籍畢業生維斯瓦納特·阿古托他（Vishwanath Akuthota）承認了一宗控罪，指他使用USB殺手去摧毁院內59台電腦，造成約50,000美元的損失。他还摧毁了7台电脑显示器和1個電子講台。他在2019年8月被判处12个月有期徒刑，釋放出來後的首年亦需加以監督。除此之外，他還需付上58,471美元的賠償費用。